# Lepidosaphes olivina
Lepidosaphes olivina är en insektsart som beskrevs av Leonardi 1913. Lepidosaphes olivina ingår i släktet Lepidosaphes och familjen pansarsköldlöss.
Artens utbredningsområde är Eritrea. Inga underarter finns listade i Catalogue of Life.